# رودولفو والش
رودولفو والش (بالإسبانية: Rodolfo wolshe) (و. 1927 – 1977 م) هو كاتب، وصحفي من الأرجنتين .

## روابط خارجية
- رودولفو والش على موقع IMDb (الإنجليزية)